# Michael Benaroya
Michael Benaroya (* 23. Februar 1981 in Seattle, Washington) ist ein US-amerikanischer Filmproduzent.

## Leben
Michael Benaroya studierte Wirtschaftswissenschaft auf dem Pomona College in Claremont (Kalifornien). 2006 kam er nach Los Angeles und wurde dort als Filmproduzent mit seiner eigenen Firma Benaroya Pictures tätig.

## Filmografie (Auswahl)
- 2010: The Romantics
- 2011: Der große Crash – Margin Call (Margin Call)
- 2011: Catch .44 – Der ganz große Coup (Catch .44)
- 2012: Lawless – Die Gesetzlosen (Lawless)
- 2012: Der Dieb der Worte (The Words)
- 2013: Kill Your Darlings – Junge Wilde (Kill Your Darlings)
- 2014: Anarchie (Cymbeline)
- 2015: Königin der Wüste (Queen of the Desert)
- 2016: Salt and Fire
- 2016: Puls (Cell)
- 2019: Against the Clock